# Dimos Troizinia-Methana
Dimos Troizinia-Methana (Troizinia, Troizinia-Methana) är en kommun i Grekland.   Den ligger i prefekturen Nomós Piraiós och regionen Attika, i den sydöstra delen av landet, 60 km sydväst om huvudstaden Aten. Antalet invånare är 7 143.